# بنزیل فلوئورید
بنزیل فلوئورید (به انگلیسی: Benzyl fluoride) با فرمول شیمیایی C۷H۷F یک ترکیب شیمیایی با شناسه پاب‌کم ۹۵۹۱ است. که جرم مولی آن ۱۱۰٫۱۲۹ g/mol می‌باشد. 